# Pero lastima
Pero lastima là một loài bướm đêm trong họ Geometridae.